# ローソニア感染症
ローソニア感染症(Lawsonia intracellularis infection in swine)とはローソニア・イントラセルラリス (Lawsonia intracellularis) 感染を原因とする動物の感染症。臨床所見より腸腺腫症候群、腸腺腫症、増殖性腸炎、限局性回腸炎とも呼ばれる。

## 概要
ブタ、ウマ、ヒツジ、シカ、キツネ、ハムスターなどで発症する。Campylobacter hyointestinalis、C. mucosalisとの混合感染がよく認められる。経口感染。急性例では離乳後の肥育期のブタに貧血、タール様血便を引き起こして急死する。慢性例では間欠性の下痢、血便、発育不良を示す程度で臨床症状は乏しい。病理所見として諸臓器の貧血、腸管内出血、小腸（一部には大腸も）粘膜の過形成による肥厚が認められる。感染経路としては糞便による水平感染が主なものと考えられている。治療にはタイロシン、チアムリン、クロルテトラサイクリンなどの抗生物質の投与が有効である。アメリカ合衆国やカナダ、日本では生ワクチンが市販されている。
ローソニア・イントラセルラリスはグラム陰性、コンマ状ないしS字状の小桿菌、偏性細胞内寄生性、微好気性。本菌は偏性細胞内寄生性であるため培養には細胞培養を必要とする。染色には鍍銀染色、改良チール・ネルゼン染色、ワーチンスターリー染色などが用いられる。診断には菌分離の他に、PCR法や間接蛍光抗体法が用いられる。